# يولاند هيسلوب هاريسون
يولاند هيسلوب هاريسون (بالإنجليزية: Yolande Heslop-Harrison)‏ (عند الولادة: يولاند ماسي) هي عالمة نبات بريطانية.

## الحياة الشخصية
يولاند هي زوجة عالم النبات جاك هيسلوب هاريسون.

## الجوائز
- 1982 - جائزة ميدالية داروين، بالمشاركة مع زوجها.